# João Ribeiro (piragüista)
João Luís Peixoto Ribeiro (Esposende, 19 de agosto de 1989) es un deportista portugués que compitió en piragüismo en la modalidad de aguas tranquilas.
Ganó cinco medallas en el Campeonato Mundial de Piragüismo entre los años 2013 y 2023, y ocho medallas en el Campeonato Europeo de Piragüismo entre los años 2011 y 2025.
Participó en tres Juegos Olímpicos de Verano, ocupando en Río de Janeiro 2016 el cuarto lugar en K2 1000 m y el sexto en K4 1000 m, el octavo lugar en Tokio 2020, en K4 500 m, y el sexto en París 2024, en K2 500 m.

## Palmarés internacional
| Campeonato Mundial | Campeonato Mundial          | Campeonato Mundial | Campeonato Mundial |
| Año                | Lugar                       | Medalla            | Competición        |
| ------------------ | --------------------------- | ------------------ | ------------------ |
| 2010               | Poznań (Polonia)            | Medalla de plata   | K2 500 m           |
| 2013               | Duisburgo (Alemania)        | Medalla de oro     | K2 500 m           |
| 2014               | Moscú (Rusia)               | Medalla de plata   | K4 1000 m          |
| 2021               | Copenhague (Dinamarca)      | Medalla de plata   | K1 500 m           |
| 2023               | Duisburgo (Alemania)        | Medalla de oro     | K2 500 m           |
| Campeonato Europeo |                             |                    |                    |
| Año                | Lugar                       | Medalla            | Competición        |
| 2011               | Belgrado (Serbia)           | Medalla de oro     | K4 1000 m          |
| 2011               | Belgrado (Serbia)           | Medalla de bronce  | K2 500 m           |
| 2013               | Montemor-o-Velho (Portugal) | Medalla de plata   | K4 1000 m          |
| 2014               | Brandeburgo (Alemania)      | Medalla de oro     | K2 500 m           |
| 2014               | Brandeburgo (Alemania)      | Medalla de bronce  | K4 1000 m          |
| 2015               | Račice (República Checa)    | Medalla de plata   | K4 1000 m          |
| 2021               | Poznań (Polonia)            | Medalla de plata   | K1 500 m           |
| 2025               | Račice (República Checa)    | Medalla de oro     | K4 500 m           |